# Stranje, Bilčovs
Stranje (nemško Strein) je naselje v Občini Bilčovs v Okraju Celovec-dežela na Koroškem v Avstriji.